# 188-ма стрілецька дивізія (СРСР)
188-ма стріле́цька Нижньодніпро́вська Червонопра́порна диві́зія — військове з'єднання у складі РСЧА періоду Другої світової війни.

## Історія формування і бойовий шлях
Своє існування 188-ма стрілецька дивізія веде з 29 квітня 1941 року, коли її командир полковник П. І. Іванов доповів командувачу 11-ї армії Прибалтійського особливого військового округу генерал-лейтенанту В. І. Морозову про те, що формування дивізії у місті Каунас (Литва) завершене повністю.
З початком німецько-радянської війни 188-ма стрілецька дивізія разом з іншими з'єднаннями 11-ї армії увійшла до складу військ Північно-Західного фронту. Вже в перших боях дивізія зазнала значних втрат і була змушена відступати. Першого значного кспіху частини дивізії досягли 24 липня 1941 року поблизу населеного пункту Лохня. Тут німецькими військами були оточені радянські 5-та, 23-тя і 33-тя стрілецькі дивізії. 188-ма стрілецька дивізія отримала наказ на деблокування оточених дивізій. Перейшовши у наступ, частини дивізії просунулись вперед на 16 км і забезпечили вихід трьох дивізій з оточення.
27 липня дивізія вийшла зі складу 11-армії і перейшла у підпорядкування 27-ї армії того ж фронту. На початку серпня 1941 року дивізія виконувала наказ командувача армії по утримуванню шляхів на підступах до станції Юхново і забезпеченню виходу з боліт 21-го стрілецького корпусу. Проте з 15 на 16 серпня дивізія сама опинилась прижатою до болота. Проклавши шлях через болото, дивізія здійснила маневр і вийшла у фланг супротивника, несподівано перейшовши у контрнаступ, просунулась вперед на 15 км. Внаслідок цих дій ворог був майже на місяць зупинений на рубежі населених пунктів Наход — Каменка.
9 вересня 1941 року 188-ма стрілецька дивізія перейшла в підпорядкування 34-ї армії і за рішенням командувача армії була виведена на поповнення і переформування в район міста Валдай. Втім, замість відпочинку особовий склад займався будівництвом оборонних рубежів довкола міста. 17 жовтня німці розпочали наступ на місто. У двомісячних боях за Валдай воїни дивізії виявили стійкість і приклади героїзму. 12 грудня в бою за Валдай загинув командир дивізії полковник Т. І. Рибаков.
9 січня 1942 року дивізія у складі військ 34-ї армії розпочала наступ на Дем'янському напрямку й на кінець січня вийшла в район Віталіно — Молвотіци, замкнувши кільце оточення довкола дем'янського угруповання німецьких військ з півдня і сходу. В подальшому, з квітня 1942 по січень 1943 року, дивізія вела бої місцевого значення проти німецьких військ на дем'янському плацдармі. З 15 лютого 1943 року дивізія перейшла у наступ на прорив сильно укріпленої смуги оборони супротивника в районі Старе Рамушево і Нове Рамушево й до 28 лютого дем'янський плацдарм було ліквідовано. Протягом серпня 1943 року дивізія вела важкі бої за Стару Руссу, але місто так і не звяла. У цих боях загинув командир дивізії полковник М. Г. Волович.
27 серпня 1943 року 188-ма стрілецька дивізія була виведена в резерв ВГК, а потім залізницею перекинута на південь, де увійшла до складу 82-го стрілецького корпусу 37-ї армії Степового фронту. З вересня 1943 по березень 1944 року дивізія брала участь у боях по утриманню і розширенню плацдарму на правому березі Дніпра, визволенні міст П'ятихатки, Кривий Ріг та інших населених пунктів.
Указом Президії Верховної Ради СРСР від 17 лютого 1944 року 188-й стрілецькій дивізії присвоєне почесне найменування «Нижньодніпровська», а Указом від 26 лютого того ж року за визволення Кривого Рогу дивізія нагороджена орденом Червоного Прапора.
29 лютого 1944 року дивізія форсувала річку Інгулець й з великими втратами просунулась до Південного Бугу. На підступах до Вознесенська Миколаївської області в дивізії залишилось близько 3 тисяч особового складу і 8 гармат, в стрілецьких ротах налічувалось не більше 20 — 30 бійців. У важких боях за Вознесенськ 20 — 24 березня 1944 року частинам дивізії вдалося оволодіти селом Болгарка і вийти на залізничний міст через Південний Буг. 24 березня Вознесенськ був звільнений від німців, а 27 березня Південний Буг був форсований. Частини дивізії розвинули наступ на місто Роздільна Одеської області.
В подальшому дивізія брала участь в Яссько-Кишинівській наступальній операції, а після 26 серпня 1944 року була виведена в резерв, оскільки зазнала в боях значних втрат. Після доукомплектування дивізія зосередилась в районі міста Ізмаїл Одеської області, в ніч на 5 вересня форсувала Дунай й до 7 вересня вийшла на румунсько-болгарський державний кордон в районі Четатя. 8 вересня 1944 року частини 188-ї стрілецької дивізії перейшли румунсько-болгарський кордон, прикордонники 46-ї болгарської прикордонної дивізії вивісили білі прапори і здались у полон. Виконуючи наказ на закриття болгарського кордону з боку Чорного моря, дивізія маршем дісталась району Гюн-Ялсив, 18 км на схід від Варни, а згодом зосередилась в місті Сливен. До кінця війни дивізія перебувала на території Болгарії.
8 липня 1945 року пішим маршем через територію Болгарії і Румунії 188-ма стрілецька дивізія вирушила у похід на батьківщину. Здійснивши 520-ти кілометровий марш, 1 жовтня 1945 року частини дивізії прибули в місце постійної дислокації — місто Миколаїв, увійшовши до складу військ Одеського військового округу. Протягом наступних років воїни дивізії брали активну участь в розмінуванні території Миколаївської і Одеської областей. Ними всього очищено 1287 км², знешкоджено і взірвано 30112 одиниць вибухових предметів.
У 1948 році 188-ма стрілецька дивізія була переформована на 52-гу окрему стрілецьку Нижньодніпровську Червонопрапорну бригаду.

## Склад дивізії
- 523-й стрілецький полк;
- 580-й стрілецький полк;
- 595-й стрілецький полк;
- 234-й артилерійський полк;
- 228-й гаубичний артилерійський полк (до 28.09.1941);
- 9-й окремий винищувально-протитанковий дивізіон;
- 260-та розвідувальна рота (260-й розвідувальний батальйон);
- 352-й (67-й) саперний батальйон;
- 557-й окремий батальйон зв'язку (181-ша окрема рота зв'язку);
- 25-й медико-санітарний батальйон;
- 18-та окрема рота хімічного захисту;
- 141-ша (307-ма) автотранспортна рота;
- 258-ма (159-та) польова хлібопекарня;
- 81-й дивізійний ветеринарний лазарет;
- 316-та польова поштова станція;
- 696-та польова каса Держбанку.

## Командування
- Іванов Петро Іванович, полковник — 14.03.1941 — 10.09.1941;
- Рибаков Тимофій Іларіонович, полковник — 11.09.1941 — 20.12.1941, загинув;
- Клешнін Михайло Микитович, генерал-майор — 15.01.1942 — 28.08.1942;
- Бурлакін Іван Іванович, полковник — 28.08.1942 — 26.05.1943;
- Волович Михайло Георгійович, полковник — 27.05.1943 — 21.08.1943, загинув;
- Даниленко Василь Якович, полковник — 21.08.1943 — 10.04.1944, поранений;
- Сенін Сергій Семенович, полковник — 11.04.1944 — 02.05.1944, тво;
- Даниленко Василь Якович, полковник — 03.05.1944 — 01.02.1945, загинув;
- Анциферов Іван Іванович, генерал-майор — 07.02.1945 — 05.08.1946;
- Муратов Анатолій Олегович, генерал-майор — 05.08.1946 — 20.04.1948.

## Герої дивізії
- Тулаєв Жамбил Ешейович — старшина, снайпер 580-го стрілецького полку (Указ Президії Верховної Ради СРСР від 14 лютого 1943 року).
- Устюжанін Яків Маркович — молодший лейтенант, командир взводу 260-ї окремої розвідувальної роти (Указ Президії Верховної Ради СРСР від 21 липня 1942 року).
- Чегодаєв Федір Кузьмович — старший сержант, снайпер 595-го стрілецького полку (Указ Президії Верховної Ради СРСР від 21 липня 1942 року).